# 拜託老鷹5兄弟！
《拜託老鷹5兄弟！》（：／）是韓國KBS 2TV自2025年2月1日至8月3日間播映的週末電視劇，由崔相烈執導、具賢淑編劇，嚴志媛、安在旭、崔大澈、金烔完、尹博、李碩基主演。劇集描繪酒廠出身的五兄弟，和成為寡婦的大嫂之間，獨特的家庭故事。香港、新加坡由Viu自2025年2月2日起獨家播出。

## 製作
2024年9月19日，Blitzway Studios證實旗下藝人尹博收到KBS週末劇《拜託老鷹五兄弟》（독수리 오형제를 부탁해）的演出提案，這將是尹博繼《家人之間為何這樣》、《愛情是Beautiful，人生是Wonderful》後，第三度演出KBS週末劇。劇集講述傳承三代、釀造傳統酒的釀酒廠「老鷹酒都家」中，個性十足的五兄弟，和才結婚十天就成為寡婦兼一家之主的大嫂之間，有著他們獨特配方的家庭故事。
10月11日，C-JeS Entertainment證實旗下藝人嚴志媛收到本劇的主演提案，這將是她和尹博繼《產後調理院》後，第二度合作，兩人前次扮演夫妻，此次則扮演大嫂與小叔。10月25日，媒體報導金烔完加入劇組，並參與了拍攝，這也是他時隔5年重返小螢幕。
12月中旬，宣布嚴志媛、安在旭、李必模、崔大澈、金烔完、尹博、李碩基（이석기）、柳仁英、朴俊錦、金俊裴、崔炳模、裴海善、朴孝珠、金丞潤（김승윤）、辛瑟基確定參演，並由崔相烈執導、具賢淑編劇、DK E&M製作，預計於2025年2月開播。
本劇是安在旭時隔8年重返地上波的作品，也是他和李必模繼《光與影》後第二度合作，同時也是嚴志媛與李必模、崔炳模分別繼《現在還想結婚的女人》、《春天來了，春天》後再度合作。24日，釋出讀本會議影像，劇名敲定為《拜託老鷹5兄弟！》（독수리 5형제를 부탁해!）。27日，宣布尹俊源（윤준원）加入演出陣容。
2025年1月6日，宣布李泰英（이태영）加入演員陣容，這是她時隔7年重返地上波；同日，釋出首支預告，並敲定於2月1日晚間8點開播。1月8日，釋出首張海報。21日，宣布朴泫貞加入演出陣容。22日，在首爾九老區華美達飯店新道林舉行製作發表會，由崔相烈、嚴志媛、安在旭、崔大澈、金烔完、尹博、李碩基、朴孝珠、柳仁英出席。5月30日，媒體報導本劇預計自原定的50集，延長4集至54集，並於6月16日證實。

## 演員與角色
- 嚴志媛飾演馬光淑[5][8]

在郵局擔任窗口係長的45歲黃金女郎，有著不論時間或地點，總是投出快球的活潑、開朗性格。她深受「老鷹酒都家」的代表吳長壽所吸引，卻在結婚後十天，因長壽遭逢不義意外而成了寡婦，並恢復單身。重回黃金女郎身份之際，她仍選擇冒險，留下照料小叔們，並接手重整釀酒廠。
- 安在旭飾演韓銅錫[8]

含著鑽石湯匙出生的LX飯店會長。尖銳又傲慢，因此被戲稱為「刺蝟皇太子」，是個是非好惡分明的人。妻子在15年前去世後，便獨自一人生活著，直到遇見馬光淑。
- 崔大澈飾演吳天壽[9]

「老鷹酒都家」次男，是個沉默寡言、不太表露內心的人。女兒在十年前就早期留學，妻子也跟進後，開始過著大雁爸爸的生活。身為一家之主而竭盡全力後，卻從妻子那聽到一個意外的消息，使他深受衝擊。
- 金烔完飾演吳興壽[7][9]

「老鷹酒都家」的三兒子。風趣、多情又厚臉皮，因此很受女生歡迎，是個及時行樂的人。跳舞是他最幸福的時刻，並曾以伴舞出名，但最終遭到解雇。如今，在文化中心教授廣播舞蹈和尊巴。
- 尹博飾演吳範壽[2][9]

「老鷹酒都家」的四兒子，懷著扛起家族期待的藍籌股，是五兄弟的驕傲和希望。遺傳了家族最好的基因，是模範生中的模範生，擁有好頭腦、好口才等菁英光環的完美暖男。就讀首爾大學時，便名列行政考試財經部第一名，成為一名精英公務員，甚至還獲得全額獎學金，得以前往美國史丹佛大學留學。在取得碩博士學位後，以受僱成為私立大學教授的身份衣錦還鄉，但他其實懷著一個連家人都不知道的秘密。
- 李碩基（이석기）飾演吳康壽[9]

「老鷹酒都家」的老么，溫暖、端正、有禮。曾是UDT精銳要員副士官，穿上軍服就是天生的軍人，換下軍服時，卻又有可愛的反轉魅力。
- 朴俊錦飾演孔珠實[12]

光淑的母親。不僅能以出眾的美貌、天生麗質與嬌媚的本事，把男人迷得暈頭轉向，還是個擁有敏銳時尚感的最強童顏時尚達人。雖然很常對女兒發牢騷，但她比任何人都還要關愛女兒。
- 崔炳模飾演獨孤卓[12]

新羅酒造創始人，雖然享負國內酒造業界前三名的盛名，卻有著商人的語調、低俗的伎倆，是個貪婪、精於算計，又以金錢評斷他人價值的勢利者。
- 裴海善飾演張美愛[12]

卓的夫人，說謊時連眼睛都不眨一下。當謊言將被揭穿時，又會用另一個謊言圓謊。有著勢利的根性和過剩的虛榮心，卻懷著一個無人知曉的秘密。
- 金俊裴飾演高自動[12]

能夠輕易扛起一袋米的天下壯人，味覺佳且擅長製作馬格利。即使「老鷹酒都家」面臨困境，仍充滿義氣，向家人一般團結共苦。雖然處處干涉不成熟的珠實，與她對立，但是一股奇妙的氣流在兩人之間流竄，關係也產生變化。
- 朴孝珠飾演文美順[11]

「老鷹酒都家」附近便利商店的社長。雖然沉靜、從容，但卻意外地糊塗。對顧客友善，也和街坊鄰居相處融洽，因此名聲不錯。獨自經營便利商店的她，和天壽有所共感。
- 柳仁英飾演池玉粉[11][10]

K美妝領導G-美髮的院長。藉由放高利貸來累積財富，是個擁有極強生命力的人。是個面對愛情與成功，有著如推土機般的動力，只要一上鉤，就不會後退的「不倒退直進女」。表面看似狠毒，但也有著渴望永恆愛情、羞澀少女心的一面。
- 尹俊源（윤준원）飾演韓傑[19]

銅錫的兒子，身為富家子弟，從小就不知人間疾苦。但他不同於父親，是個很孝順、體貼又成熟的人。
- 金丞潤（김승윤）飾演韓春[11]

銅錫的女兒，專攻西洋畫的大學生。身為財閥家千金，看似不成熟，但卻有著老成、聰明、節儉、自立自強的性格。
- 辛瑟基飾演獨孤世利[11][13]

卓和美愛的女兒，可愛、外貌又精緻，就像溫室裡的花朵般，對世間萬物一無所知。遵循父母的意，當個善良的模範生，於大學修讀MBA課程，然而，為了爭取愛情，她首次反抗父母。
- 李明豪飾演蘇專務

新羅酒造的秘書。
- 金相甫（김상보）飾演朴英俊

LX飯店秘書室長。
- 朴浚現（박준현）飾演金軍

「老鷹酒都家」的職員。
- 李春（이봄）飾演吳荷妮

範壽與英恩的女兒。
- 安美娜飾演金鮮和

興壽的尊巴舞講堂學員，鋼琴教室的院長。
- 韓秀妍飾演姜昭娟

天壽的前妻。為了女兒的學業，離開了天壽，並開始打工、適應美國生活，但她面對艱困的處境感到不滿。
- 朴泫貞飾演金姿瑩[23]

銅錫的相親對象，春的指導教授。
- 李泰英（이태영）[20]

興壽的尊巴舞弟子。

### 特別出演
- 李必模飾演吳長壽[9]

善良、誠實又正直的「老鷹酒都家」長男。說到釀酒工作，他比任何人都要清晰、主觀又有根性，是個注重原理、原則的人。由於忙於釀酒和扶養弟弟們，直到壯年才遇見真命天女馬光淑，並與她結為連理。
- 玄振英飾演自己
- 高秀奉（고수봉）
- WHIB

男子偶像團體。
- 崔允英飾演羅英恩

範壽的前女友。和範壽於美國同居，並生下兩人的女兒荷妮，但因他鄉生活艱困，加上產後憂鬱症，最終拋下了範壽。
- 徐進元

五兄弟的父親。
- 金炯默飾演李哲鏞

光淑的相親對象。
- 李胤錫

光淑的相親對象。
- 孔正煥飾演朴尚男

光淑的相親對象。
- 林湖飾演金史萬

東錫的朋友。
- 白成鉉飾演白鉉成

獸醫。
- 梁致勝

健身教練。
- 朴貞洙

銅錫的母親。

## 迴響
韓國蓋洛普調查千名18歲以上的韓國民眾，本劇獲得2.6%的喜好度，位居2025年2月「喜愛的放送影像節目」第6名。3月喜好度上升至3.5%，位居第3名，居於Netflix原創《苦盡柑來遇見你》、TV朝鮮綜藝節目《Mr. Trot 3》之後。4月喜好度下跌至3.0%，但排行上升至第2名，同樣僅次於《苦盡柑來遇見你》。5月喜好度攀升至3.6%，但被tvN土日劇《機智住院醫生生活》超越，排名下跌至第3名。6月喜好度持續攀升至5.6%，超越《苦盡柑來遇見你》，首度拿下第1名，7月則以4.8%的喜好度連續2個月蟬聯第1名。

### 收視率
《拜託老鷹5兄弟！》於2025年2月1日在韓國地上波KBS 2TV開播，首集取得15.5%的收視率，高於前一檔《熨斗家族》的開播收視（14.1%），但低於該劇的完結收視（19.7%）。第14集收視達20.0%，並於第40集創下自身最高收視21.9%、20至49歲收視達3.6%，連續4週收視上漲。最終回第54集取得20.4%的收視率，每分鐘收視最高達23.4%。
與同期播映的週末劇相比，本劇收視高於同屬地上波的SBS金土劇《我的完美秘書》、《寶物島》、《鬼宮》、《我們的電影》、《TRY：我們成為奇蹟》，與MBC金土劇《加州汽車旅館》、《臥底高中》、《芭妮與哥哥們》、《孟教練的惡評者》、《勞務師盧武鎮》、《死亡天使瑪莉》，和MBC外購的Disney+原創影集《Moving 異能》、《賭命為王》；還高於綜合編成頻道的Channel A土日劇《Check-In 漢陽》、《魔女》、《代替旅行》，和JTBC土日劇《協商的技術》、《比天堂還美麗》、《健將聯盟》、《夢想成為律師的律師們》；以及有線電視的tvN土日劇《問問星星吧》、《愛情發芽中》、《機智住院醫生生活》、《未知的首爾》、《瑞草洞》。播出期間，連續27週位居韓國地上波週間收視冠軍。
| 集數 | 集數      | 每季集數 | 每季集數 | 每季集數 | 每季集數 | 每季集數 | 每季集數 | 每季集數 | 每季集數 | 每季集數 | 每季集數 |
| 集數 | 集數      | 1        | 2        | 3        | 4        | 5        | 6        | 7        | 8        | 9        | 10       |
| ---- | --------- | -------- | -------- | -------- | -------- | -------- | -------- | -------- | -------- | -------- | -------- |
|      | 第1-10集  | 2.859    | 3.140    | 2.921    | 3.427    | 2.984    | 3.381    | 3.022    | 3.537    | 3.040    | 3.484    |
|      | 第11-20集 | 3.188    | 3.625    | 3.054    | 3.688    | 3.337    | 3.720    | 3.243    | 3.889    | 3.375    | 3.821    |
|      | 第21-30集 | 3.482    | 3.856    | 3.388    | 3.821    | 3.385    | 3.901    | 3.242    | 3.150    | 3.245    | 3.627    |
|      | 第31-40集 | 3.376    | 3.555    | 3.721    | 3.704    | 3.441    | 3.928    | 3.507    | 3.920    | 3.250    | 4.011    |
|      | 第41-50集 | 3.639    | 3.667    | 3.446    | 3.779    | 3.271    | 3.848    | 3.552    | 3.960    | 3.642    | 3.664    |
|      | 第51-54集 | 3.430    | 3.700    | 3.362    | 3.866    | –        | –        | –        | –        | –        | –        |

| 集數            | 播出日期      | 尼爾森全國收視率 | 尼爾森全國收視率 | 尼爾森首都圈收視率 | 尼爾森首都圈收視率 |
| 集數            | 播出日期      | 家庭戶比例       | 人數（百萬）     | 家庭戶比例         | 人數（百萬）       |
| --------------- | ------------- | ---------------- | ---------------- | ------------------ | ------------------ |
| 1               | 2025年2月1日  | 15.5%            | 2.859            | 14.7%              | 1.713              |
| 2               | 2025年2月2日  | 16.8%            | 3.140            | 15.9%              | 1.899              |
| 3               | 2025年2月8日  | 16.4%            | 2.921            | 14.7%              | 1.685              |
| 4               | 2025年2月9日  | 18.8%            | 3.427            | 17.7%              | 2.096              |
| 5               | 2025年2月15日 | 16.6%            | 2.984            | 15.8%              | 1.845              |
| 6               | 2025年2月16日 | 18.5%            | 3.381            | 17.3%              | 2.010              |
| 7               | 2025年2月22日 | 16.3%            | 3.022            | 14.4%              | 1.754              |
| 8               | 2025年2月23日 | 19.3%            | 3.537            | 18.0%              | 2.096              |
| 9               | 2025年3月1日  | 16.9%            | 3.040            | 15.3%              | 1.838              |
| 10              | 2025年3月2日  | 19.2%            | 3.484            | 17.2%              | 2.055              |
| 11              | 2025年3月8日  | 17.7%            | 3.188            | 16.3%              | 1.938              |
| 12              | 2025年3月9日  | 19.6%            | 3.625            | 18.1%              | 2.217              |
| 13              | 2025年3月15日 | 17.0%            | 3.054            | 15.2%              | 1.780              |
| 14              | 2025年3月16日 | 20.0%            | 3.688            | 18.4%              | 2.219              |
| 15              | 2025年3月22日 | 18.3%            | 3.337            | 17.1%              | 2.038              |
| 16              | 2025年3月23日 | 20.7%            | 3.720            | 19.1%              | 2.242              |
| 17              | 2025年3月29日 | 18.0%            | 3.243            | 16.3%              | 1.934              |
| 18              | 2025年3月30日 | 21.2%            | 3.889            | 19.4%              | 2.330              |
| 19              | 2025年4月5日  | 18.6%            | 3.375            | 17.3%              | 2.062              |
| 20              | 2025年4月6日  | 20.9%            | 3.821            | 19.0%              | 2.302              |
| 21              | 2025年4月12日 | 19.0%            | 3.482            | 18.2%              | 2.185              |
| 22              | 2025年4月13日 | 20.6%            | 3.856            | 19.5%              | 2.396              |
| 23              | 2025年4月19日 | 18.7%            | 3.388            | 17.7%              | 2.081              |
| 24              | 2025年4月20日 | 20.7%            | 3.821            | 19.2%              | 2.317              |
| 25              | 2025年4月26日 | 18.8%            | 3.385            | 17.3%              | 2.093              |
| 26              | 2025年4月27日 | 20.8%            | 3.901            | 19.6%              | 2.414              |
| 27              | 2025年5月3日  | 17.7%            | 3.242            | 16.7%              | 1.953              |
| 28              | 2025年5月4日  | 17.6%            | 3.150            | 16.7%              | 1.989              |
| 29              | 2025年5月10日 | 18.1%            | 3.245            | 17.4%              | 2.031              |
| 30              | 2025年5月11日 | 19.5%            | 3.627            | 18.2%              | 2.274              |
| 31              | 2025年5月17日 | 18.6%            | 3.376            | 18.1%              | 2.162              |
| 32              | 2025年5月18日 | 19.3%            | 3.555            | 18.0%              | 2.119              |
| 33              | 2025年5月24日 | 20.1%            | 3.721            | 18.7%              | 2.313              |
| 34              | 2025年5月25日 | 20.4%            | 3.704            | 19.4%              | 2.368              |
| 35              | 2025年5月31日 | 18.8%            | 3.441            | 17.6%              | 2.142              |
| 36              | 2025年6月1日  | 21.2%            | 3.928            | 19.7%              | 2.395              |
| 37              | 2025年6月7日  | 19.1%            | 3.507            | 17.9%              | 2.152              |
| 38              | 2025年6月8日  | 20.9%            | 3.920            | 19.5%              | 2.406              |
| 39              | 2025年6月14日 | 18.0%            | 3.250            | 16.4%              | 1.966              |
| 40              | 2025年6月15日 | 21.9%            | 4.011            | 20.3%              | 2.425              |
| 41              | 2025年6月21日 | 19.7%            | 3.639            | 18.1%              | 2.145              |
| 42              | 2025年6月22日 | 19.7%            | 3.667            | 18.4%              | 2.242              |
| 43              | 2025年6月28日 | 18.4%            | 3.446            | 16.9%              | 2.111              |
| 44              | 2025年6月29日 | 20.5%            | 3.779            | 18.6%              | 2.253              |
| 45              | 2025年7月5日  | 18.0%            | 3.271            | 16.5%              | 2.002              |
| 46              | 2025年7月6日  | 20.5%            | 3.848            | 18.5%              | 2.272              |
| 47              | 2025年7月12日 | 19.5%            | 3.552            | 18.0%              | 2.119              |
| 48              | 2025年7月13日 | 21.1%            | 3.960            | 19.4%              | 2.384              |
| 49              | 2025年7月19日 | 19.8%            | 3.642            | 18.6%              | 2.196              |
| 50              | 2025年7月20日 | 20.5%            | 3.664            | 18.5%              | 2.138              |
| 51              | 2025年7月26日 | 18.7%            | 3.430            | 17.1%              | 2.040              |
| 52              | 2025年7月27日 | 20.3%            | 3.700            | 18.8%              | 2.288              |
| 53              | 2025年8月2日  | 18.2%            | 3.362            | 16.7%              | 2.042              |
| 54              | 2025年8月3日  | 20.4%            | 3.866            | 18.5%              | 2.297              |
| 特輯            |               |                  |                  |                    |                    |
| 第1-10集 精華版 | 2025年3月3日  | 2.1%             | —                | —                  | —                  |

## 獎項榮譽
| 年度 | 頒獎典禮             | 獎項                        | 入圍者              | 結果 | 參考    |
| ---- | -------------------- | --------------------------- | ------------------- | ---- | ------- |
| 2025 | 第20屆首爾國際電視節 | 國際競賽單元 最佳長篇電視劇 | 《拜託老鷹5兄弟！》 | 待定 | [ 199 ] |

## 外部連結
- 官方网站 
- Daum上《拜託老鷹5兄弟！》的資料

| KBS 2TV 週末劇                           | KBS 2TV 週末劇                                | KBS 2TV 週末劇 |
| ---------------------------------------- | --------------------------------------------- | -------------- |
|                                          | 拜託老鷹5兄弟！ （2025年2月1日—2025年8月3日） |                |
| 熨斗家族 （2024年9月28日—2025年1月26日） | 華麗的日子 （2025年8月9日—）                  |                |

| 全世界 KBS World 週末 21:00 - 22:20（UTC+9） | 全世界 KBS World 週末 21:00 - 22:20（UTC+9）       | 全世界 KBS World 週末 21:00 - 22:20（UTC+9） |
| -------------------------------------------- | -------------------------------------------------- | -------------------------------------------- |
|                                              | For Eagle Brothers （2025年2月15日—2025年8月17日） |                                              |
| Iron Family （2024年10月12日—2025年2月9日）  | Our Golden Days （2025年8月23日—）                 |                                              |